# ナトリウム24
ナトリウム24 (Sodium-24・24Na) とは、ナトリウムの同位体の1つ。

## 概要
24Naは、後述する理由からナトリウムの放射性同位体の中では代表的な核種である。半減期は14時間57分32秒であり、ベータ崩壊によって安定同位体である24Mgに壊変する。半減期は22Naの2.6027年に次いで長く、そのほかの同位体は全て1分未満、多くは1秒未満の半減期しかない。
24Naの半減期は短いが、宇宙線による核破砕によって大気中のアルゴンから常時生成されているため、極めてわずかながら自然界に存在する。上空で生成された24Naは雨水と共に地上に落下してくる。24Naは空気1000m3中に0.0002Bqから0.0008Bq、雨水1000リットル中に0.004Bqから0.04Bq含まれている。
24Naには核異性体の24mNaがあり、その99.95%が半減期0.02020秒をもって核異性体転移により24Naと変化するが、残りの0.05%はベータ崩壊によって24Naを経由せず直接24Mgへと変化する。その他の親核種としては人工放射性同位体である24Neがある。

## 被曝との関連
ナトリウムの安定同位体は23Naの1種類のみである。この23Naは中性子を照射すると中性子捕獲によって24Naへと変化する。
{\displaystyle {\ce {^{23}_{11}Na}}+{\ce {}}_{0}^{1}{\mathit {n}}{\ce {->}}{\ce {^{24}_{11}Na}}}
ヒトの血漿には23Naが含まれているが、例えば臨界事故によって、中性子線による急性被曝が生じた場合、23Naが中性子捕獲によって24Naへと変化する。したがって、被曝した時刻が分かっていれば、血漿に含まれる24Naの濃度と半減期、および23Naの反応断面積で、被曝量を推定することが可能である。このため、24Naを指して放射化ナトリウムと呼称する場合がある。なお、24Naからは1.37MeVと2.75MeVの高エネルギーのガンマ線が放出されるため、24Naの内部被曝のみでも危険な場合がある。
なお、高速増殖炉の冷却材に液体ナトリウムを用いるナトリウム冷却高速炉においても、発生する中性子線により冷却材の23Naが24Naに変化する。このため、直接核燃料に照射される一次系は中間熱交換器で接続する二次系と分割されている。
東海村JCO臨界事故では、臨界状態にあった硝酸ウラニル水溶液から大量の中性子線が生じ、作業員や周辺住民が被曝したが、被曝の有無や被曝量の推定にはこの24Naが使われた。